# Jan-Christoph Oetjen
 (septembre 2021).
Jan-Christoph Oetjen, né le 21 février 1978 à Rotenburg, est un homme politique allemand, membre de Parti libéral-démocrate (FDP). Il est député européen depuis 2019.

## Biographie
Oetjen est président des Jeunes libéraux en Basse-Saxe de 1999 à 2002 et, depuis 1998, il fait partie du comité politique du FDP en Basse-Saxe.
Élu pour la première fois pendant les élections régionales de Basse-Saxe en février 2003 sur la liste de son parti, il est réélu trois fois, dernièrement lors des élections régionales du 15 septembre 2017. Au parlement, il fait partie de la commission de l'intérieur. Il est également porte-parole de son groupe et il préside la conférence des porte-paroles du FDP au niveau national.
Oetjen est élu membre du conseil municipal de la commune de Sottrum depuis 2001. Depuis 2006, il est également élu membre du conseil municipal de la communauté des communes de Sottrum et membre du conseil général du département de Rotenburg.
Le 20 octobre 2018, il est nommé tête de liste du Parti libéral-démocrate en Basse-Saxe pour les élections européennes en 2019 à l'issue desquelles il est élu. Il est réélu en 2024.